# MIFA Mitteldeutsche Fahrradwerke
MIFA Mitteldeutsche Fahrradwerke AG (Środkowoniemiecka Fabryka Rowerów) – niemiecki producent rowerów w Sangerhausen (Saksonia-Anhalt), powstał z VEB MIFA Fahrradwerke (VEB = Volkseigener Betrieb). Od maja 2004 akcje MIFA notowane są na giełdzie. W roku 2004 przedsiębiorstwo wyprodukowało 737 000 rowerów i uzyskało obrót 82,91 milionów euro, w roku 2006 - 78 milionów euro. W 2007 roku zatrudnienie wynosiło ok. 700 pracowników. Pierwotna fabryka została wybudowana w 1907 roku. W 2006 MIFA przejęła za 8 milionów EUR majątek likwidowanej Biria-Gruppe.
Obecnie w większości przypadków rowery są wytwarzane w całości na Tajwanie i w Chinach, w Sangerhausen wykonywane jest tylko lakierowanie i montaż końcowy. Produkty MIFA są sprzedawane pod różnymi markami: MIFA, Curtis, Germatec, FunLiner, McKenzie oraz Cyco.

## Galeria

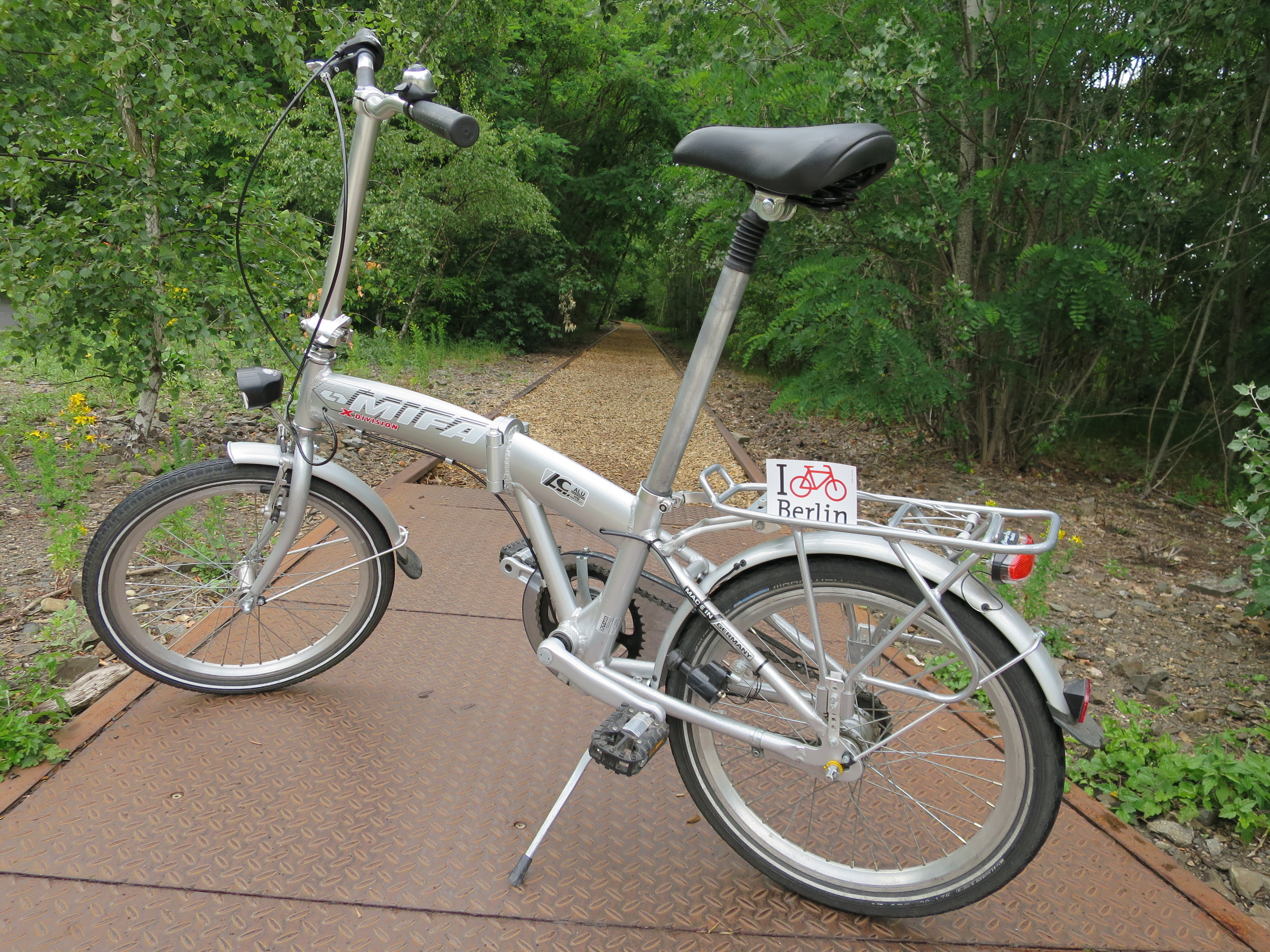
Rower składany MIFA
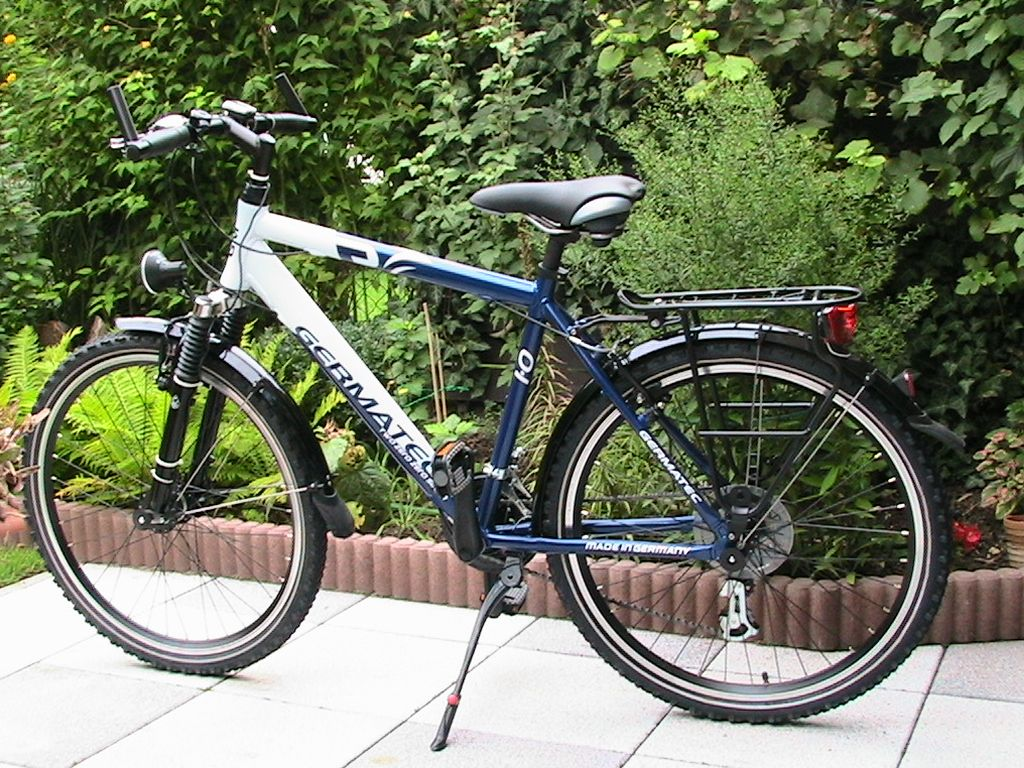
MIFA Germatec
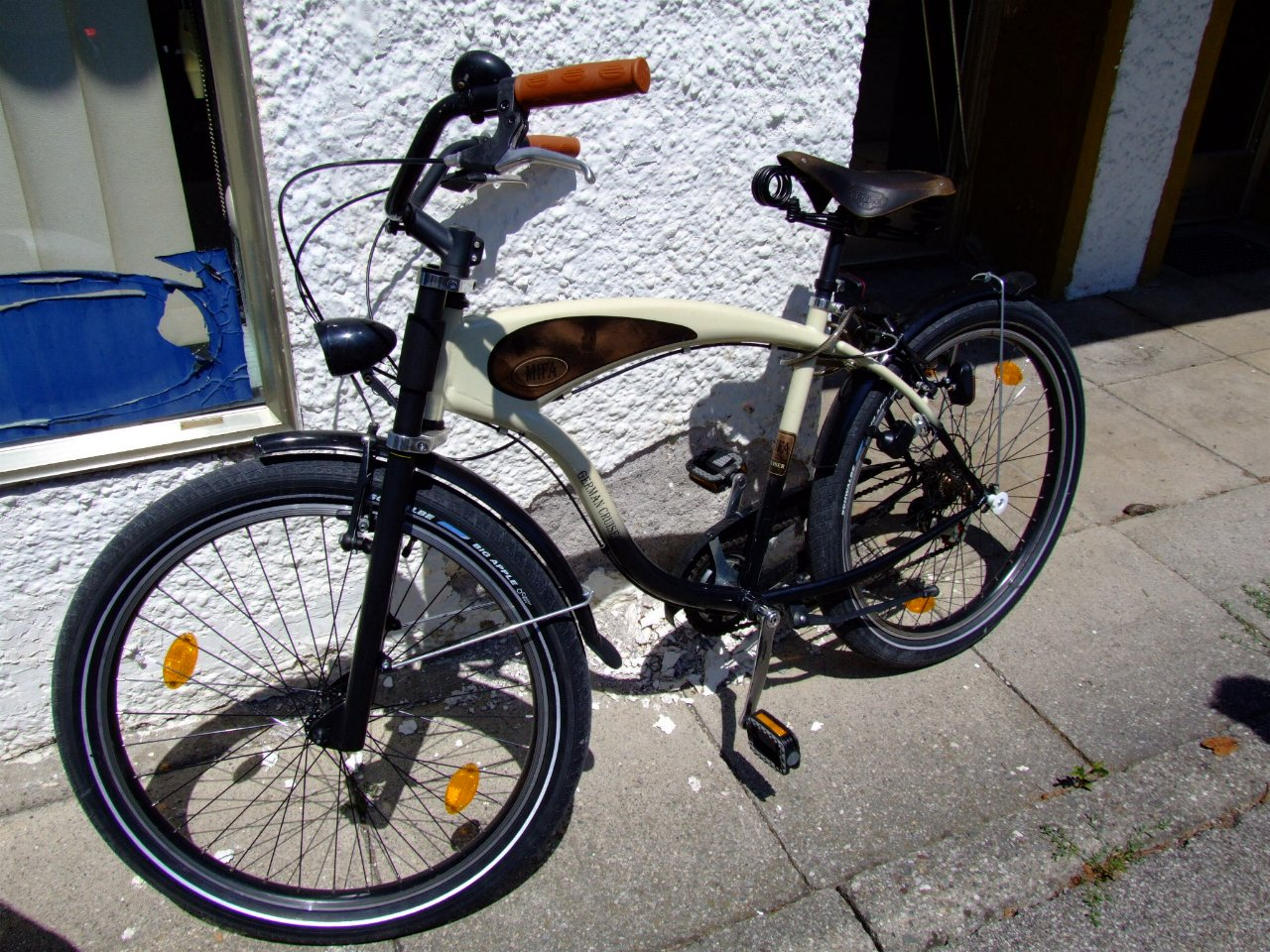
MIFA GermanCruiser